# بطريرك الإسكندرية

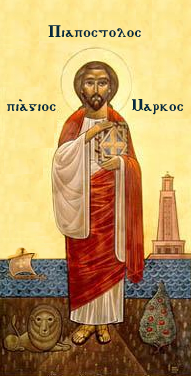
أيقونة قبطية للقديس مرقس الإنجيلي المؤسس الرسولي لكنيسة الإسكندرية وأول بطريرك للإسكندرية

بطريرك الإسكندرية هو رئيس أساقفة الإسكندرية، مصر. تاريخيًا، كان هذا المنصب يشمل تسمية "البابا" (اشتقاقيًا "الأب"، مثل "رئيس الدير").
كانت أسقفية الإسكندرية تحظى بالاحترام باعتبارها واحدة من ثلاث أسقفيات رئيسية (إلى جانب روما وأنطاكية) قبل أن تحصل القسطنطينية والقدس على وضع مماثل (في عامي 381 و451 على التوالي). رفعت الإسكندرية إلى وضع أسقفي بحكم الأمر الواقع من قبل مجامع الإسكندرية، وقد صدق على هذا الوضع من قبل القانون السادس من مجمع نيقية الأول، والذي نص على أن جميع المقاطعات الأسقفية المصرية كانت خاضعة لكرسي الإسكندرية الحضري (العرف السائد بالفعل). في القرن السادس، مُنح هؤلاء الأساقفة الخمسة رسميًا لقب " بطريرك " وأصبحوا يُعرفون فيما بعد باسم " الخماسي ".
بسبب العديد من الانشقاقات داخل المسيحية، فإن لقب بطريرك الإسكندرية تطالب به حاليًا كنائس مختلفة (اثنتان منها جزء من الكنيسة الكاثوليكية) ويحمله على التوالي أربعة أشخاص: بطريرك الإسكندرية للأقباط الأرثوذكس، وبطريرك الإسكندرية للروم الأرثوذكس، وبطريرك أنطاكية والإسكندرية والقدس وسائر المشرق للروم الملكيين الكاثوليك، وبطريركية الإسكندرية للأقباط الكاثوليك. كل كنيسة من الكنائس تعتبر بطريركها خليفة للأساقفة الأوائل الأصليين للإسكندرية. وكان هذا اللقب يحمله سابقًا بطريرك الإسكندرية للاتين. الغالبية العظمى من السكان المسيحيين في الإسكندرية ومصر، وكذلك جميع المجتمعات الرهبانية المصرية تقريبًا، هم جزء من بطريركية الأقباط الأرثوذكس بالإسكندرية. 

## تاريخ
بحسب التقليد الكنسي، تأسست البطريركية في عام 42 م على يد القديس مرقس الإنجيلي. وكانت المركز الذي انتشرت منه المسيحية في كل أنحاء مصر. في نطاق اختصاصها، خلال فترة ازدهارها، ضمت حوالي 108 أسقفًا؛ شملت أراضيها المقاطعات الستة ليبيا العليا، وليبيا السفلى، وطيبة، ومصر، وهيبتانوميس، وأوغسطمنيكا. في البداية كان خليفة القديس مرقس هو الأسقف المطران الوحيد، وكان يحكم كنسيًا المنطقة بأكملها. ولما تكاثر المسيحيون، وأنشئت رؤساء حضريات أخرى، أصبح يُعرف باسم رئيس الأساقفة. لم يدخل لقب البطريرك حيز الاستخدام حتى القرن الخامس.
حتى وقت المجمع الأول في القسطنطينية (381) كان بطريرك الإسكندرية في المرتبة التالية لأسقف روما. وبموجب القانون الثالث من هذا المجمع، الذي أكد فيما بعد بالقانون الثامن والعشرين من مجمع خلقيدونية (451)، مُنح بطريرك القسطنطينية، بدعم من السلطة الإمبراطورية ومجموعة متنوعة من المزايا المتوافقة، حق الأسبقية على بطريرك الإسكندرية. ولكن لم تعترف روما ولا الإسكندرية بهذا الادعاء إلا بعد سنوات عديدة. خلال القرنين الأولين من عصرنا، على الرغم من أن مصر تمتعت بهدوء غير عادي، إلا أننا لا نعرف إلا القليل عن التاريخ الكنسي لأبرشيتها الرئيسية، باستثناء قائمة قاحلة بأسماء بطاركتها، والتي سلمت بشكل رئيسي من خلال المؤرخ الكنسي يوسابيوس.
تعترف جميع الطوائف بخلافة قادة الكنيسة حتى وقت مجمع أفسس الثاني عام 449 ومجمع خلقيدونية عام 451، والذي أدى إلى ظهور الكنيسة القبطية الأرثوذكسية غير الخلقيدونية في الإسكندرية والكنيسة اليونانية الأرثوذكسية الخلقيدونية في الإسكندرية.

## البابا
تاريخيًا، حمل هذا المنصب لقب البابا - Πάπας، والذي يعني "الأب" باليونانية والقبطية - منذ أن كان البابا هيراكلاس الإسكندري، الأسقف الإسكندري الثالث عشر (227-248)، أول من ربط "البابا" بلقب أسقف الإسكندرية.
كلمة البابا مشتقة من الكلمة اليونانية πάππας "الأب". في القرون الأولى للمسيحية، استخدم هذا اللقب بشكل غير رسمي (خاصة في الشرق) على جميع الأساقفة وغيرهم من كبار رجال الدين. في الغرب، بدأ استخدامه بشكل خاص لأسقف روما (بدلاً من الأساقفة بشكل عام) في القرن السادس؛ في عام 1075، أصدر البابا غريغوري السابع إعلانًا فسر على نطاق واسع على أنه ينص على هذه الاتفاقية التي إنشأت بحلول ذلك الوقت. بحلول القرن السادس، أصبحت هذه أيضًا الممارسة المعتادة في المستشارية الإمبراطورية في القسطنطينية.
أقدم تسجيل لهذا العنوان كان يتعلق بالبابا ياراكلاس (227-240) في رسالة كتبها خليفته، البابا ديونيسيوس، إلى فليمون (كاهن روماني): ῦ μακαρίου πάπα ἡμῶν Ἡρακлᾶ παρέлαβον."
تُرجمت هذه العبارة إلى "لقد تلقيت هذه القاعدة والنظام من أبينا المبارك، هيراكلاس"،
وفقًا لقاموس أكسفورد الإنجليزي، فإن أقدم استخدام مسجل لكلمة "بابا" في اللغة الإنجليزية هو في ترجمة إنجليزية قديمة (حوالي 950م) من بيدا من كتاب التاريخ الكنسي للشعب الإنجليزي، "Þa wæs in þa tid Uitalius papa þæs apostolican seðles aldorbiscop." في اللغة الإنجليزية الحديثة، "في ذلك الوقت، كان البابا فيتاليان هو الأساقفة الرئيسيين للكرسي الرسولي."

## المطالبون باللقب

### الكنيسة القبطية الأرثوذكسية بالإسكندرية
البابا القديس مرقس الرسول هو بابا الإسكندرية وبطريرك كل أفريقيا في الكرسي الرسولي، هو يقود الكنيسة القبطية الأرثوذكسية في الإسكندرية، ولكنه يقيم في القاهرة منذ أن انتقل إليها خريستودولوس في منتصف القرن الحادي عشر. ألقابه الكاملة هي بابا ورئيس أساقفة مدينة الإسكندرية العظيمة وبطريرك كل أفريقيا والكرسي الرسولي الأرثوذكسي المقدس للقديس مرقس الإنجيلي (مصر وليبيا والنوبة والسودان وإثيوبيا وإريتريا وكل أفريقيا) وخليفة القديس مرقس الإنجيلي والرسول المقدس والشهيد على العرش الرسولي المقدس لمدينة الإسكندرية العظيمة.

### الكنائس الكاثوليكية الشرقية
بطريرك أنطاكية للروم الملكيين الكاثوليك، الذي يقود كنيسة الروم الملكيين الكاثوليك في شركة مع الكرسي الرسولي، يحمل أيضًا ألقاب البطريرك الفخري للإسكندرية للروم الملكيين الكاثوليك والبطريرك الفخري للقدس للروم الملكيين الكاثوليك.

### الكنيسة اللاتينية
كان بطريرك الإسكندرية للاتين رئيسًا للكرسي البطريركي الاسمي بالإسكندرية للكنيسة الكاثوليكية، الذي أنشأه البابا إنوسنت الثالث. كان اللقب يحمله لوكا إرمينيجيلدو باسيتو آخر مرة حتى وفاته في عام 1954؛ وظل شاغراً حتى إلغائه ككرسي للكنيسة لاتينية في عام 1964.

### الكنيسة الأرثوذكسية اليونانية بالإسكندرية
بطريرك الإسكندرية وسائر أفريقيا للروم الأرثوذكس هو رئيس كنيسة الإسكندرية للروم الأرثوذكس. لقبه الكامل هو " صاحب الغبطة الإلهية بابا وبطريرك مدينة الإسكندرية وليبيا وبنتابوليس وأثيوبيا وكل مصر وكل أفريقيا، أب الآباء، راعي الرعاة، رئيس الأساقفة، الثالث عشر من الرسل وقاضي الكون ".